# Mobile Suit Gundam AGE
Mobile Suit Gundam AGE (機動戦士ガンダムAGE,?, Kidō senshi Gandamu Eiji, lett. "Gundam il fante mobile AGE") è un anime che fa parte della saga Gundam, prodotto dallo studio Sunrise in collaborazione con Level 5.
La serie è andata in onda su TBS e MBS dal 9 ottobre 2011 al 23 settembre 2012.

## Trama
La serie è ambientata nella nuova linea temporale A.G. (Advanced Generation), nel corso della Guerra dei Cento Anni, e segue le vicende di tre generazioni di piloti (padre, figlio e nipote).

### Flit Asuno (A.G 115)
L'umanità ha lasciato da tempo la Terra, trasferendosi nelle colonie spaziali orbitanti nella sfera terrestre. Nell'A.G. 101 però, un misterioso nemico, ribattezzato "UE" o "Unknown Enemy", attacca e distrugge la colonia Angel, in quello che verrà ricordato come "Il Giorno della Caduta degli Angeli", dando così via alla Guerra dei Cento Anni fra essi e la Federazione Terrestre.
Otto anni dopo viene attaccata la colonia Ovan: il giovane protagonista di sette anni, Flit Asuno, perde nell'attacco la madre dopo aver ricevuto da lei l'"AGE Device", uno strumento tramandato nel casato Asuno e contenente i progetti di un potente Mobile Suit del passato conosciuto come "Gundam", il salvatore.
Flit passa i successivi 7 anni nella colonia Nora, usando i progetti per costruire quella che potrebbe essere l'ultima speranza dell'umanità: il Gundam AGE-1, dotato dell'innovativo AGE System, capace di apprendere dalle battaglie e di far evolvere il Mobile Suit. Nell'A.G. 115 gli UE attaccano Nora, costringendo la Federazione a evacuare i civili a bordo della loro nuova corazzata, la "Diva" e Flit a combattere a bordo del Gundam. Dopo aver respinto con successo l'attacco, Flit decide di entrare a far parte dell'equipaggio della Diva come pilota del Gundam. Dopo molte battaglie, viene individuata la fortezza segreta degli UE di Ambat e Grodek, capitano della Diva, decide di lanciare un'offensiva contro il nemico nonostante l'opposizione della Federazione.
Nel corso della battaglia l'identità del nemico viene rivelata: essi sono i discendenti dei Terrestri che nel passato tentarono la colonizzazione di Marte. Dal momento che la missione fu un insuccesso, la Federazione insabbiò il tutto, lasciando i coloni al loro destino. Ribattezzatesi Vagan, gli umani continuarono a vivere su Marte ma decisi a tornare sul loro pianeta natio e vendicarsi della Federazione. La battaglia si conclude con la distruzione di Ambat e l'arresto di Grodek, ma la minaccia dei Vagan continua a persistere.

### Asemu Asuno (A.G 140-151)
Sono passati 25 anni dalla battaglia di Ambat: Federazione e Vagan continuano la loro guerra, senza possibilità di pace. Flit, divenuto vice-ammiraglio a capo delle forze della Federazione, si è sposato e ha avuto due figli, affidando al maggiore di essi, Asemu, l'AGE Device.
Spinto dallo stesso spirito del padre, Asemu frequenta la scuola militare, dove conosce Zeheart, un suo abile coetaneo con cui stinge amicizia. Zeheart è in realtà una spia dei Vagan, con il compito di individuare il luogo dove è nascosto il Gundam e impadronirsene. Dopo un tentato attacco alla colonia, l'identità di Zeheart viene scoperta e al Vagan non resta altro che fuggire.
Un anno dopo, Asemu si è arruolato nell'esercito della Federazione e fa parte dell'equipaggio della Diva come pilota del nuovo Gundam AGE-2, mentre Zeheart è stato promosso a comandante delle forze d'invasione Vagan.
La lotta fra le due fazioni si fa sempre più intensa, ma sotto il comando di Flit la Federazione riesce a impedire l'avanzata nemica. Flit riesce anche a denunciare la corruzione di alcuni alti ufficiali della Federazione, in combutta con i Vagan, modificando gli equilibri di potere.
Dieci anni dopo, a poco tempo dalla nascita del figlio Kio, Asemu partecipa a una missione da cui però non fa ritorno, scomparendo misteriosamente. L'unica cosa che viene trovata è l'AGE Device, che viene affidato a Kio.

### Kio Asuno/Le Tre Generazioni (A.G 164)
Dopo l'invio di numerosi agenti dormienti sulla Terra, i Vagan sferrano un attacco a sorpresa che mette in ginocchio la Federazione. Per il contrattacco, Flit sviluppa un nuovo Mobile Suit, il Gundam AGE-3 e lo affida al nipote Kio.
Tornati nello spazio a bordo della Diva, Flit e Kio incontrano i Bisidian, un gruppo di pirati spaziali e scoprono che a comandarli è Asemu, vivo e vegeto. Grazie a lui, l'equipaggio della Diva viene a conoscenza dell'esistenza dell'EXA-DB, un database militare contenente dati su Mobile Suit e potenti armi risalenti alle guerre avvenute secoli prima e parzialmente già sfruttato dai Vagan. Possederlo significherebbe cambiare drasticamente gli equilibri della guerra. Prima di poter avviarne le ricerche però, Kio e il Gundam AGE-3 vengono rapiti dai Vagan: "ospite" di Lord Ezelcant, leader dei Vagan, Kio inizia a comprendere il difficile stile di vita dei nemici e l'obiettivo di Ezelcant mentre i nemici, usando i dati ricavati dal Gundam, sviluppano un nuovo modello di Mobile Suit. La prigionia viene interrotta dal salvataggio di Asemu e dei Bisidian.
Riuniti per la prima volta, ha inizio l'ultima battaglia tra Federazione e Vagan, con Kio a bordo del nuovo Gundam AGE-FX mentre Asemu, localizza e distrugge l'EXA-DB. Lo scontro volge verso la vittoria della Federazione dopo molti sacrifici da entrambe le parti ma Second Moon, la colonia Vagan, è sul punto di essere distrutta. Kio riesce a convincere Flit a mettere da parte il rancore e collaborare con i Vagan per salvare la colonia, riuscendoci.
Terminato lo scontro, Vagan e Federazione collaborano e riescono a rendere Marte un pianeta ospitale mentre Flit passa alla storia come il salvatore che ha unito l'umanità.

## Episodi
| Nº                         | Titolo italiano Giapponese 「Kanji」 - Rōmaji                                                           | In onda           | In onda |
| Nº                         | Titolo italiano Giapponese 「Kanji」 - Rōmaji                                                           | Giapponese        |         |
| Saga di Flit               | |                   |         |
| 1                          | Gundam, il salvatore 「救世主ガンダム」 - Kyūseishu Gandamu                                             | 9 ottobre 2011    |         |
| 2                          | Il potere di AGE 「AGEの力」 - AGE no Chikara                                                           | 16 ottobre 2011   |         |
| 3                          | La colonia distrutta 「ゆかむコロニー」 - Yukamu Coronī                                                 | 23 ottobre 2011   |         |
| 4                          | Il Lupo Bianco 「白い狼」 - Shiroi Ōkami                                                                | 30 ottobre 2011   |         |
| 5                          | Il ragazzo demone 「魔少年」 - Mashōnen                                                                 | 6 novembre 2011   |         |
| 6                          | Luci e ormbre di Fardain 「ファーデーンの光と影」 - Fādēn no Hikari to Kage                             | 13 novembre 2011  |         |
| 7                          | Il Gundam si evolve 「進化するガンダム」 - Shinkasuru Gandamu                                           | 20 novembre 2011  |         |
| 8                          | Fronte unito decisivo 「決死の共同戦線」 - Kesshi no Kyōdō Sensen                                       | 27 novembre 2011  |         |
| 9                          | Il Mobile Suit segreto 「秘密のモビルスーツ」 - Himitsu no Mobiru Sūtsu                                 | 4 dicembre 2011   |         |
| 10                         | Il giorno della feroce battaglia 「激戦の日」 - Gekisen no Hi                                           | 11 dicembre 2011  |         |
| 11                         | Riunione a Minsry 「ミンスリーの再会」 - Minsurī no Saikai                                              | 18 dicembre 2011  |         |
| 12                         | I disertori salpano 「反逆者たちの船出」 - Hangyakusha-tachi no Funade                                  | 1º gennaio 2012   |         |
| 13                         | La fortezza spaziale Ambat 「宇宙要塞アンバット」 - Uchū Yōsai Anbatto                                  | 8 gennaio 2012    |         |
| 14                         | Un lampo di dolore 「悲しみの閃光」 - Kanashimi no Senkō                                                | 15 gennaio 2012   |         |
| 15                         | Quelle lacrime cadute nello spazio 「その涙、宇宙に落ちて」 - Sono Namida, Uchū ni Ochi te              | 22 gennaio 2012   |         |
| Saga di Asemu              | |                   |         |
| 16                         | Il Gundam nella stalla 「馬小屋のガンダム」 - Umagoya no Gandamu                                        | 29 gennaio 2012   |         |
| 17                         | Amicizia, amore e Mobile Suit 「友情と恋とモビルスーツ」 - Yūjō to Koi to Mobiru Sūtsu                  | 5 febbraio 2012   |         |
| 18                         | La battaglia della cerimonia del diploma 「卒業式の戦闘」 - Sotsugyö Shiki no Sentö                     | 12 febbraio 2012  |         |
| 19                         | La partenza di Asemu 「アセムの旅立ち」 - Asemu no Tabidachi                                            | 19 febbraio 2012  |         |
| 20                         | Il Mobile Suit rosso 「赤いモビルスーツ」 - Akai Mobiru Sūtsu                                           | 26 febbraio 2012  |         |
| 21                         | Ombre che intralciano il cammino 「立ちはだかる幻影」 - Tachihadakaru Genei                             | 4 marzo 2012      |         |
| 22                         | La linea di difesa assoluta di Big Ring 「ビッグリング絶対防衛線」 - Biggu Ringu Zettai Bōei Sen        | 11 marzo 2012     |         |
| 23                         | La colonia sospetta 「疑惑のコロニー」 - Giwaku no Koronī                                               | 18 marzo 2012     |         |
| 24                         | X-Rounder 「Xラウンダー」 - X Raundā                                                                    | 25 marzo 2012     |         |
| 25                         | Il terrificante Mu-szell 「恐怖のミューセル」 - Kyōbu no Myūseru                                        | 1º aprile 2012    |         |
| 26                         | La Terra, ovvero l’Eden 「地球、それはエデン」 - Chikyuu, Sore wa Eden                                  | 8 aprile 2012     |         |
| 27                         | Ho visto un tramonto scarlatto 「赤い夕陽を見た」 - Akai Yuuhi wo Mita                                  | 15 aprile 2012    |         |
| 28                         | Rivolta nella sfera terrestre 「地球圏の動乱」 - Chikyūken no Dōran                                     | 22 aprile 2012    |         |
| Saga di Kio                | |                   |         |
| 29                         | Il Gundam del nonno 「じいちゃんのガンダム」 - Jiichan no Gandamu                                       | 29 aprile 2012    |         |
| 30                         | La città diventa un campo di battaglia 「戦場になる町」 - Senjō ni Naru Machi                           | 6 maggio 2012     |         |
| 31                         | Terrore! I fantasmi del deserto 「戦慄 砂漠の亡霊」 - Senritsu Sabaku no Bōrei                          | 13 maggio 2012    |         |
| 32                         | Il traditore 「裏切り者」 - Uragirimono                                                                 | 20 maggio 2012    |         |
| 33                         | Ululare alla terra 「大地に吠える」 - Daichi ni Hoeru                                                   | 27 maggio 2012    |         |
| 34                         | I pirati spaziali Bisidian 「宇宙海賊ビシディアン」 - Uchū Kaizoku Bishidian                            | 3 giugno 2012     |         |
| 35                         | Il tesoro maledetto 「呪われし秘宝」 - Norowa reshi hihō                                                | 10 giugno 2012    |         |
| 36                         | Il Gundam rubato 「奪われたガンダム」 - Ubawareta Gandamu                                               | 17 giugno 2012    |         |
| 37                         | Il mondo dei Vagan 「ヴェイガンの世界」 - Veigan no Sekai                                               | 24 giugno 2012    |         |
| 38                         | Kio in fuga 「逃亡者キオ」 - Tōbōsha Kio                                                                | 1º luglio 2012    |         |
| 39                         | La porta del nuovo mondo 「新世界の扉」 - Shinsekai no Tobira                                           | 8 luglio 2012     |         |
| Saga delle Tre Generazioni | |                   |         |
| 40                         | La decisione di Kio, insieme al Gundam 「キオの決意 ガンダムと共に」 - Kio no Ketsui: Gandamu to Tomoni | 15 luglio 2012    |         |
| 41                         | La formidabile Fram 「華麗なフラム」 - Karei na Furamu                                                  | 22 luglio 2012    |         |
| 42                         | Girard Spriggan 「ジラード・スプリガン」 - Jirādo Supurigan                                             | 29 luglio 2012    |         |
| 43                         | Eccezionale! Triple Gundam 「壮絶 トリプルガンダム」 - Souzetsu Toripuru Gandamu                        | 5 agosto 2012     |         |
| 44                         | Strade divergenti 「別れゆく道」 - Wakare Yuku Michi                                                    | 19 agosto 2012    |         |
| 45                         | Cid il distruttore 「破壊者シド」 - Hakaisha Shido                                                      | 26 agosto 2012    |         |
| 46                         | La fortezza spaziale La Gramis 「宇宙要塞ラ・グラミス」 - Uchū Yōsai Ra Guramisu                        | 2 settembre 2012  |         |
| 47                         | Pianeta blu, vite perdute 「Aoi Hoshi Chiriyuki Inoshi」 - 青い星 散りゆく命                            | 9 settembre 2012  |         |
| 48                         | Una scintilla di disperazione 「Zetsubō no Kirameki」 - 絶望の煌めき                                    | 16 settembre 2012 |         |
| 49                         | La fine di un lungo viaggio 「Nagaki Tabi no Owari」 - 長き旅の終わり                                   | 23 settembre 2012 |         |

## Colonna sonora
Opening
- Asu e (明日へ Verso il domani) dei Galileo Galilei (episodi 1-15)
- sharp# di NEGOTO (episodi 16-28)
- REAL di Vivid (episodi 29-39)
- AURORA di Aoi Eir (episodi 40-49)

Ending
- Kimi no Naka no Eiyū (君の中の英雄 L'Eroe dentro di te) di Minami Kuribayashi (episodi 1-15)
- My World di SPYAIR (episodi 16-28)
- White Justice di Faylan (episodi 29-39)
- Forget-me-not ~Wasurenagusa~ di FLOWER (episodi 40-49)

## Media

### Manga
L'anime ha ricevuto diversi adattamenti manga: il primo a essere uscito è stato Mobile Suit Gundam AGE: Story of the Beginning (機動戦士ガンダムAGE 〜始まりの物語〜?, Kidō senshi Gandamu Eiji: Hajimari no monogatari) di Hiroshi Nakanishi e pubblicato su Weekly Shōnen Sunday. Composto da 2 capitoli, il manga adatta l'inizio della serie con qualche differenza.
Gli adattamenti sono proseguiti con Mobile Suit Gundam AGE: First Evolution (機動戦士ガンダム AGE First Evolution?, Kidō senshi Gandamu AGE Fāsuto Eborūshon), disegnato da Hiyon Katsuragi e serializzato dal 26 settembre 2011 al 26 luglio 2012 su Gundam Ace, che ripercorre la saga di Flit e con Mobile Suit Gundam AGE: Second Evolution (機動戦士ガンダムAGE -Second Evolution-?, Kidō senshi Gandamu AGE -Second Eborūshon-), disegnato da Bau e pubblicato dal 10 febbraio al 10 agosto 2012 su Newtype Ace che ripercorre la saga di Asemu.
Sono in corso di pubblicazione due side story: la prima è intitolata Mobile Suit Gundam AGE: Treasure Star (機動戦士ガンダムAGE　トレジャースター?, Kidō senshi Gandamu AGE Torejā Sutā) di Masanori Yoshida e pubblicata su CoroCoro Comic dal 15 settembre 2011 al 15 maggio 2012 e segue le avventure nello spazio di un gruppo di avventurieri a bordo della loro nave, la Treasure Star.
La seconda è intitolata Mobile Suit Gundam AGE: Memories of Sid (機動戦士ガンダムAGE ～追憶のシド～, Kidou senshi Gandamu AGE ~ Tsuioku no shido?), pubblicata su Shōnen Sunday Super dal 25 gennaio al 25 ottobre 2012 e disegnata da Hiroshi Nakanishi, che segue le vicende di un gruppo di pirati spaziali chiamati Visidian, comandati da Asemu, nell'anno 151.

### Videogiochi
Mobile Suit Gundam: Tri Age è un gioco Carddass di carte sviluppato da Level-5 e Namco Bandai.
Mobile Suit Gundam AGE: Universe Accel and Cosmic Drive è un RPG di Level-5 per la PSP, uscito nell'agosto 2012.